# Padovo pri Osilnici
Padovo pri Osilnici je naselje v Občini Osilnica.